# Радамсад
Радамсад (Тиберий Юлий Радамсад; др.-греч. 'Τιβέριος Ἰούλιος Ραδαμσαδης; умер в 322/323) — царь-соправитель Боспора в 308/309—322/323 годах.

## Биография
Радамсад, младший сын боспорского царя Фофорса или зять того, происходил из династии Тибериев Юлиев. После смерти Фофорса в 308 или 309 году старший брат Рескупорид VI сделал Радамсада своим соправителем. Наверное, по традиции он отвечал за азиатскую часть царства.
О деятельности Радамсада почти ничего неизвестно. Главные свидетельства его правления — монеты с именем и изображением царя Радамсада и надписью «ΒΑΣΙΛΕΩΣ ΡΑΔΑΜΣΑΔΗΣ» на аверсе, а также римским императором Константином I Великим на реверсе.
Радамсад возглавлял боспорские войска в составе варварских племён, которые двинулись в Римскую империю, но в 322 или 323 году потерпели поражение на Истре (устье Дуная). Наверное, в этих боях, или чуть позже умер или погиб Радамсад. Новым соправителем Рескупорида VI стал Рескупорид VII.